# Skiathοs: Koukounaries kai evruteri Thalassia periοchi
Skiathοs: Koukounaries kai evruteri Thalassia periοchi este o arie protejată (arie specială de conservare — SAC, sit de importanță comunitară — SCI) din Grecia întinsă pe o suprafață de 85,71 ha, integral pe uscat.

## Localizare
Centrul sitului Skiathοs: Koukounaries kai evruteri Thalassia periοchi este situat la coordonatele 39°08′52″N 23°24′10″E / 39.147769°N 23.402827°E.

## Înființare
Situl Skiathοs: Koukounaries kai evruteri Thalassia periοchi a fost declarat sit de importanță comunitară în aprilie 1997 pentru a proteja 1 specie de animale. Situl a fost protejat și ca arie specială de conservare în martie 2011.

## Biodiversitate
Situată în ecoregiunile marină mediteraneană și mediteraneană, aria protejată conține 15 habitate naturale: Bancuri de nisip acoperite în permanență slab de apă marină, Straturi cu Posidonia (Posidonion oceanicae), Estuare, Recifuri, Pășuni mediteraneene udate de apa mării (Juncetalia maritimi), Tufărișuri halofile mediteraneene și termo-atlantice (Sarcocornetea fruticosi), Dune mobile cu vegetație embrionară, Dune cu tufărișuri sclerofile Cisto-Lavenduletalia, Dune împădurite cu Pinus pinea și/sau Pinus pinaster, Sarcopoterium spinosum phryganas, Pajiști umede mediteraneene cu ierburi înalte de Molinio-Holoschoenion, Păduri de Platanus orientalis și Liquidambar orientalis (Platanion orientalis), Galerii și tufărișuri riverane sudice (Nerio-Tamaricetea și Securinegion tinctoriae), Păduri de Quercus ilex și Quercus rotundifolia, Păduri de pin mediteraneene cu pini mezogeni endemici.
La baza desemnării sitului se află o specie protejată de  reptile: șarpele cu patru dungi (Elaphe quatuorlineata).
Pe lângă speciile protejate, pe teritoriul sitului au mai fost identificate 3 specii de plante, 1 specie de amfibieni, 3 specii de reptile.